# Amy Studt
Amy Studt (ur. 22 marca 1986 r. w Bournemouth) – brytyjska wokalistka i autorka tekstów.

## Życiorys

### Dziecinne lata
Amy Studt urodziła się w Bournemouth, mieście leżącym w południowej Anglii nad kanałem La Manche. Wychowywano ją w muzycznym duchu już od dzieciństwa. Nie przez przypadek zaczęła pisać w wieku sześciu lat pierwsze piosenki. Richard, ojciec Amy, grał regularnie na skrzypcach, natomiast jej matka, Delia, pasjonowała się grą na pianinie i to właśnie u niej córka pobierała nauki.

### Wielki debiut
Mając dwanaście lat, zachorowała na zapalenie kości i szpiku. Przez okres leczenia nie mogła samodzielnie chodzić. Rok później nagrała swoje pierwsze demo. Zdobyła uznanie znanej wytwórni muzycznej Polydor. W wieku siedemnastu lat nagrała swój debiutancki album False Smiles, utrzymany w klimacie młodzieżowego popu. Chociaż album zawierał wiele obiecujących hitów, takich jak Just a Little Girl i Misfit, płyta sprzedała się tylko w ilości 200 tysięcy egzemplarzy, co pociągnęło ze sobą zerwanie kontraktu z wytwórnią.

### Zejście ze sceny
W 2004 roku Amy przerwała swoją muzyczną karierę, poświęcając się pracy zawodowej w Kornwalii. Trzy lata później zaczęła współpracę z różnymi kompozytorami, podpisała kontrakt z wytwórnią 19 Entertainment i przystąpiła do pracy nad swoim nowym albumem. Przed premierą płyty umieściła na internetowym blogu akustyczne wersje utworów z nowej płyty: Sad, Sad World i One Last Cigarette.

### Powrót do kariery
Po czteroletniej przerwie Amy Studt opublikowała swój drugi album My Paper Made Men, nagrany w stylistyce osadzonej w rocku alternatywnym. Album był dostępny dla użytkowników z Wielkiej Brytanii, którzy mogli go pobrać z wybranych sklepów internetowych. W 2009 roku wydano wersję płytową powyższego albumu, która zawiera nowy materiał zdjęciowy i utwór bonusowy. W marcu ukazał się singiel Nice Boys wraz z remiksami i teledyskiem. W kwietniu 2009 roku Amy Studt zakończyła współpracę z wytwórnią 19 Entertainment.

## Dyskografia

### Albumy
- 2003 False Smiles
- 2009 My Paper Made Men

### Single
- 2002 Just a Little Girl
- 2003 Misfit
- 2003 Under the Thumb
- 2004 All I Wanna Do
- 2007 Furniture
- 2008 Chasing the Light
- 2009 Nice Boys